# 13e arrondissement de Budapest
Le 13e arrondissement de Budapest (en hongrois : Budapest XIII. kerülete) est un arrondissement de Budapest. Situé  côté Pest entre le Margit híd et le Nagykörút au Sud et le Újpesti vasúti híd au Nord, il s'agit d'un arrondissement résidentiel.

## Organisation administrative

### Quartiers
| Quartiers | Quartiers                                  | Création | Population en 2001 (hab.) | Superficie (ha) | Densité hab/km2 | Localisation  |
| --------- | ------------------------------------------ | -------- | ------------------------- | --------------- | --------------- | ------------- |
| 1         | Angyalföld                                 |          | 62 006                    |                 |                 | \| 1 2 3 4 \| |
| 2         | Népsziget, à cheval sur les 4e et 13e arr. |          | 121                       |                 |                 | \| 1 2 3 4 \| |
| 3         | Újlipótváros                               |          | 36 347                    |                 |                 | \| 1 2 3 4 \| |
| 4         | Vizafogó                                   |          | 15 878                    |                 |                 | \| 1 2 3 4 \| |
| 1 2 3 4   |                                            |          |                           |                 |                 |               |

### Municipalité
Le 13e arrondissement est un bastion de la gauche dans la capitale hongroise. Depuis la chute du communisme, le Parti socialiste hongrois (MSzP) a toujours dominé le conseil d'arrondissement. Lors des élections municipales d'octobre 2010, il s'agit de l'un des rares arrondissement à être resté à gauche dans un contexte électoral très favorable au Fidesz-Union civique hongroise.
| Suffrages exprimés                 | Suffrages exprimés | Suffrages exprimés | 41 038    |             | 20 sièges à pourvoir | 20 sièges à pourvoir |
|                                    |                    |                    |           |             |                      |                      |
| Liste                              | Tête de liste      | Partis soutiens    | Suffrages | Pourcentage | Sièges acquis        | Var.                 |
| J'ai une bonne nouvelle Budapest ! | József Tóth        | MSzP               | 26 223    | 63,9 %      | 15 / 20              |                      |
| Un vrai maire pour Budapest !      | Endre Spaller      | Fidesz, KDNP       | 14 815    | 36,1 %      | 5 / 20               |                      |

## Patrimoine urbain

### Tissu urbain

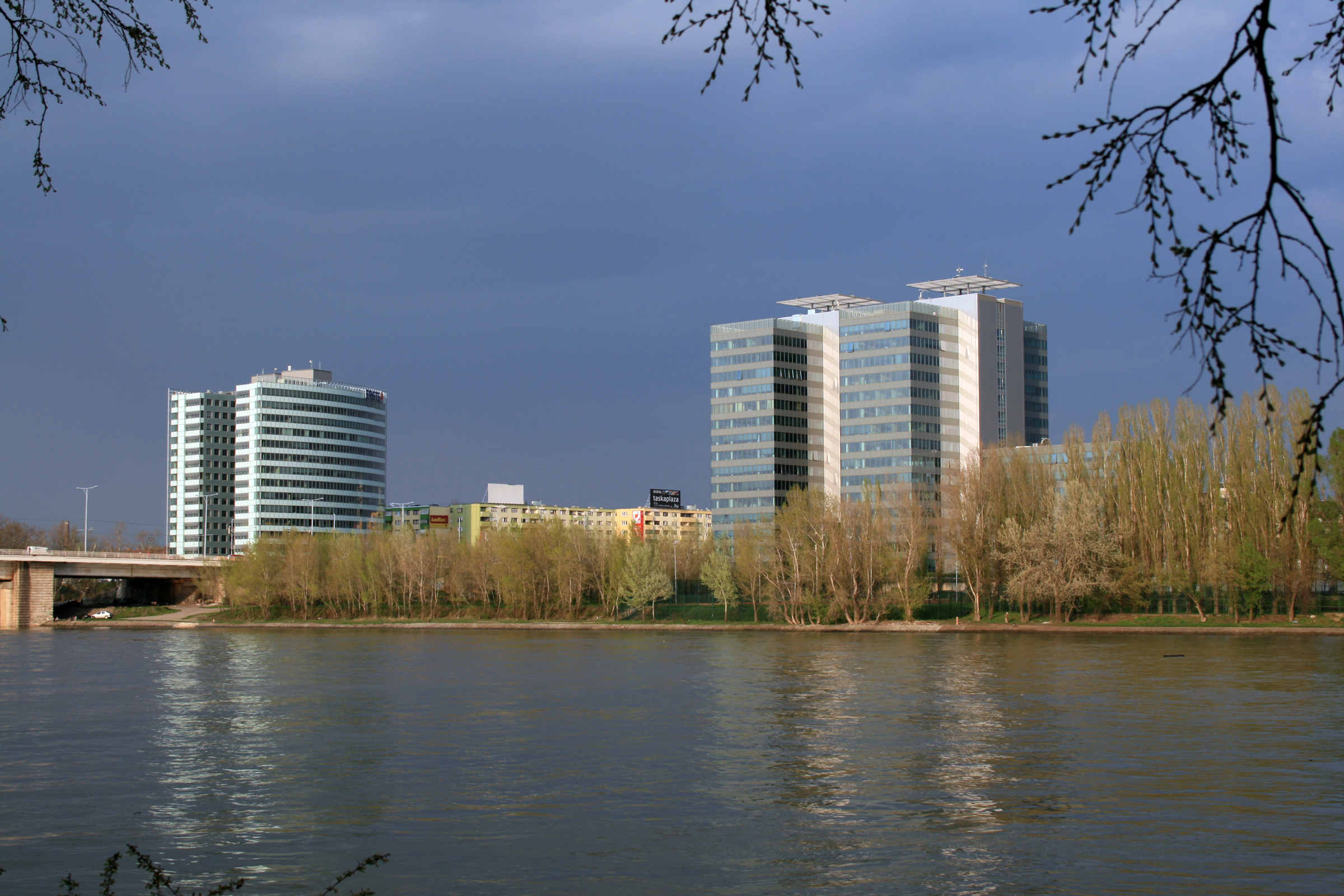
Aperçu du nouveau centre d'affaires.

Újlipótváros était autrefois rattaché au quartier de Lipótváros dans le 5e. Il correspond désormais à la partie sud du 13e arrondissement. Situé en face du quartier de Margitsziget (sur l'île éponyme) au bord du Danube, cet ancien quartier juif abrite la Synagogue de Hegedűs Gyula utca et la Synagogue de Visegrádi utca. Sillonné par les lignes 76 et 79 du trolleybus de Budapest, les rues du quartier sont souvent calmes et cèdent parfois la place à de vastes jardins publics, à l'instar du Szent István park. Bénéficiant d'une façade sur le Nagykörút (Szent István körút), ce quartier compte également quelques édifices remarquables comme le Vígszínház.

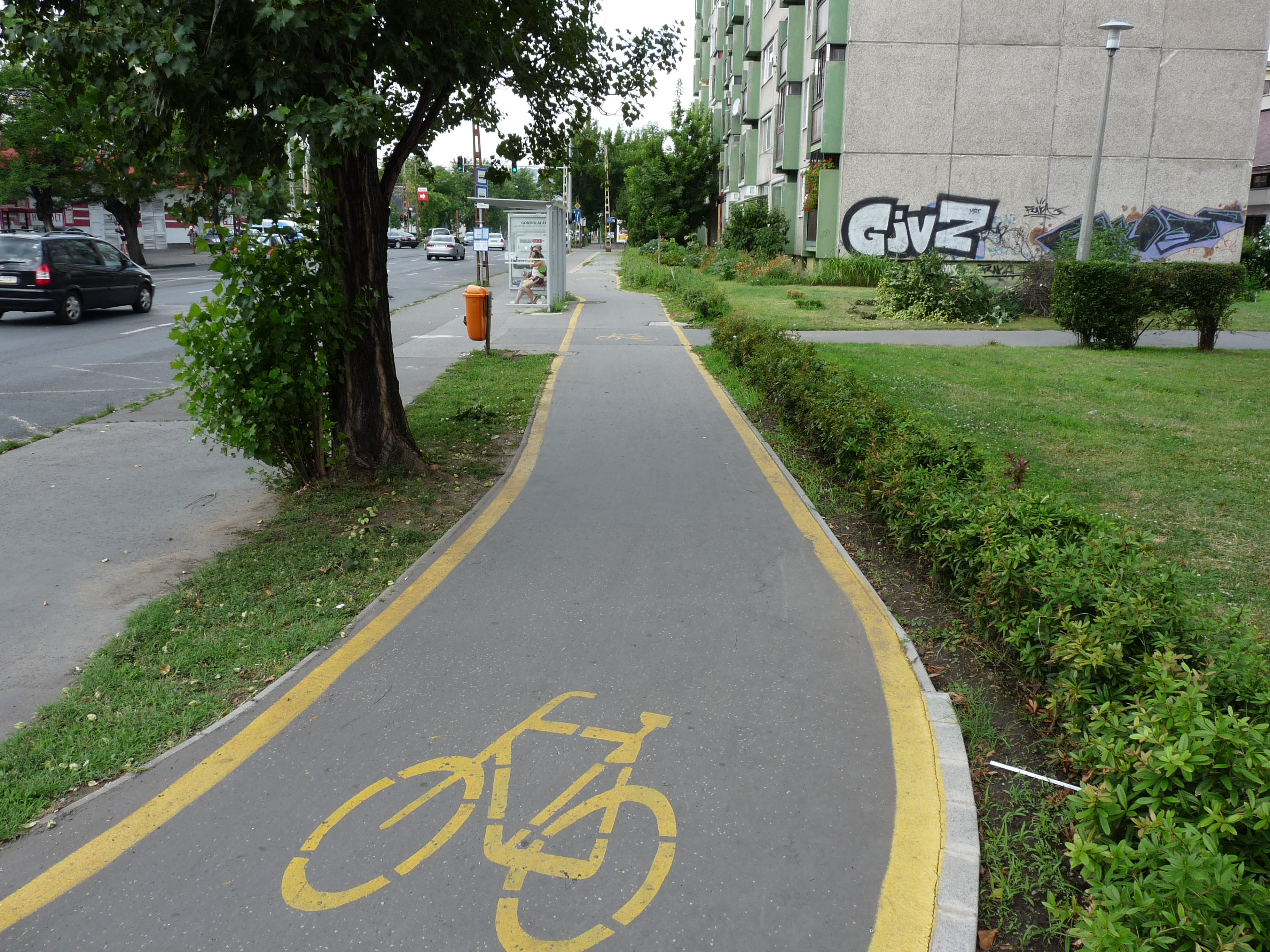
Une piste cyclable sur Dráva utca.

Situé dans un triangle entre les voies de chemin de fer et Váci út, Angyalföld est le plus grand quartier de l'arrondissement.  Il est irrigué par la ligne 14 du tramway de Budapest dont le terminus se situe sur les halles Lehel, autrefois grand marché paysan de Budapest et désormais marché couvert à l'architecture fantaisiste. Situé derrière l'église des Carmélites de Budapest, ce marché est desservie par la ligne  du métro de Budapest. Entre Dózsa György út et Róbert Károly körút, se niche le petit quartier de Lőportárdűlő, composé d'immeubles collectifs et d'édifices délabrés. 
Vizafogó est un quartier essentiellement composé de tours et de barres d'immeubles d'habitation. Il s'étend au nord d'Újlipótváros jusqu'au Rákos-patak. On y trouve notamment les bains Dagály le long du Danube ainsi que de nouveaux immeubles de bureaux aux abords du Árpád híd. Felsőbikarét est un quartier de type faubourg situé entre Róbert Károly körút et le Rákos-patak. Il est bordé au nord-est par le quartier de Kikötő-dűlő le long du Danube. Enfin, Népsziget s'étend en partie sur le 4e arrondissement. Il est traversé par l'Újpesti vasúti híd.

## Relations internationales

### Jumelages
L'arrondissement est jumelé avec les villes suivantes :
- 21e arrondissement de Vienne (Autriche)
- Juh, Košice (Slovaquie)
- Ochota, Varsovie (Pologne)
- Osijek (Croatie)
- Sovata (Roumanie)